# Ramádi csata (2015–2016)
A 2015-2016-os ramádi csata Irak hadereje által indított támadás volt, melynek fő célja az előző csatában az ISIL által elfoglalt területek visszafoglalása volt. Ez 2003 óta a Ramádiban indított 10. csata. Az USA és több más ország is légi támadásokkal segítette az Iraki Hadsereg erőfeszítéseit.

## Előzmények

### Ramádi az ISIL kezére került
2015. május 7-én, miután egy homokviharban több öngyilkos merényletet is végrehajtottak, az ISIL elfoglalta Ramádi városát.

### Anbári offenzíva
Július 13-án hajnalban az Iraki Hadsereg a kormánypárti síita és szunnita milicistákkal karöltve offenzívát indított, hogy visszafoglalják Anbár kormányzóságot. Az iraki seregek eközben nyugatról és délről is megindultak a város irányába. Délutánra a hadsereg visszafoglalta a város nyugati felén lévő Ramádi Olimpiai Stadiont, és elérték a város keleti végét is. Iraki tisztviselők szerint a kormánypárti harcosok a Ramáditól keletre fekvő területekről is kiűzték a szélsőségeseket. Augusztus 11-én egy amerikai illetékes arról számolt be, hogy az Amerika vezette koalíció és az iraki seregek bekerítették a várost, és a végső összecsapásra készülnek.
Szeptember végén megerősítették, hogy a Ramádi visszafoglalására indított akció megakadt. Bár az iraki seregek Ramádi külvárosaiban építettek ki állásokat, de képtelenek behatolni a város belsejébe. Az iráni támogatottságú milicisták és az abdáni vezetés között kialakult civakodás tovább hátráltatta az offenzíva megindítását. Szeptember 25-én az Egyesült Államok már sürgette a hadművelet megindítását, mondván "...az irakiak mostanában semmilyen lényeges előrehaladást nem tudtak felmutatni."
Október elején az iraki seregek ismét nekiláttak Ramádi körüli offenzívájuknak, s eközben nyugaton és északon több területet is megszereztek, beleértve a várostól nyugatra fekvő fontos útvonalat is. Október 13-ig az iraki erők 15 kilométert nyomultak előre, és amerikai jelentések szerint körülzárták a várost.
November közepére az iraki seregek visszafoglalták a városban a válságstáb központját. November 25-én a létfontosságú Palesztin-híd bevételével elvágták az ISIL utolsó utánpótlási útvonalát is.

## A csata

### Csata a városközpontért
December 8-án megindították a város visszafoglalásáért folytatott offenzívát, és az iraki hadsereg megszerezte Tamint, Ramádi délnyugati részének egyik kulcsfontosságú kerületét. A csatát egyértelmű sikerként értékelték, az Iraki Terrorelhárítási Szolgálat szóvivője, Sabah al-Numani azt mondta az AFP hírügynökségnek, hogy miután a hadsereg megtámadta Tamont, a milicistáknak „nem volt más választásuk, megadják magukat, vagy harcolnak, és így „teljesen megsemmisítették” őket.
December 15-én az iraki hadsereg Ramádi körüli támadásait a Királyi Légierő két Typhoon FGR4 repülőgépe támogatta, és két Paveway IV-gyel megsemmisítették az ISIL egyik táborhelyét. Másnap a RAF Tornadói segítettek az iraki hadsereg ISIL ellen harcoló egységeinek, Ramádi külvárosaiban, és Paveway IV-ek felhasználásával több nehéz fegyverzeti állását felszámoltak, valamint megsemmisítették a harcolók egyik egységét. Később, december 20-án egy újabb pár GR4 indult felderítő útra Ramádi fölé, ahol a koalíció többi, a támadásban részt vevő gépét biztosította.
December 22-én az iraki seregek elérték Ramádi központját, és a fő kormányzati épületegyüttes felé haladtak. A koalíció több más gépe mellett RAF két pár Tornadója és Reapere biztosította az iraki hadsereg pontos légi támogatását. Mikor az ISIL rakéta meghajtású gránátokat és kis kaliberű fegyverekből kilőtt lövedékeket célzott az iraki seregek egyes tagjaira, hogy őket azokkal megsebesítse, a Tornadók nagyon pontos Pavewayek lövéseivel avatkoztak be. Ezalatt a Reaper más koalíciós repülőgépek mellett segédkezett, akik egy repülőgép-elhárító fegyvert semmisítettek meg. A harcok másnap is folytatódtak, miközben az USA-ban kiképzett szunnita harcosokkal megerősített iraki seregek érkeztek, hogy biztosítsák Ramádi frissen visszafoglalt részeit. Ennek hatására a hadsereg első fele tovább tudott haladni, és jobban meg tudta közelíteni a városközpontban a kormányzati központot. December 25-re az iraki és a vele szövetséges törzsi seregek behatoltak Haouz területére, és már csak 500 méter választotta el őket a fő kormányzati épületegyüttestől.
December 27-én az iraki hadsereg elfoglalta a kormányzati központot, ami után a hadsereg bejelentette saját győzelmét. Szerintük ekkorra már a teljes városközpont az ő ellenőrzésük alá került. A jelentések szerint az ISIL seregei északnyugat felé elmenekültek. A kormányzati központtól délnyugatra azonban még indig hallottak lövéseket. Az ISIL-nek pár csapata továbbra is kitartott még a városban. Miután ezek a seregek is elhagyták a kormányzati központot és Hoz körzetében az azt körülvevő környéket, a kormányerő teljes egészében elfoglalhatták a várost. Aznap azonban megerősítették, hogy a város 30%-a továbbra is az ISIL kezén volt.

### A város megtisztítása
2015. december 30-án az iraki miniszterelnök látogatta meg Ramádit, és kitűzte az ország zászlaját a kormány épületére. A jelentések szerint a csata az ISIL oldalán sok áldozatot követelt, míg az iraki hadsereg viszonylag csekély veszteségeket szenvedett el.
 December 31-én az ISIL 40 olyan helyi lakost végzett ki, akik megpróbáltak a kormány kezén lévő területekre menekülni.
2016. január 3-án az ISIL Al Tarah területén öngyilkos autóba rejtett robbantásokkal és öngyilkos övekkel felszerelt merénylők segítségével megszerezte az iraki hadsereg helyi központját. Azonban a létesítményt a koalíciós légi támogatásnak köszönhetően még aznap sikerült visszafoglalni. Nagyjából ezzel egy időben jelentették be amerikai szakemberek, hogy becsléseik szerint mintegy 700 ISIL-harcos rejtőzködött még mindig Ramádi központi illetve keleti területein különböző rejtekhelyeken. Eszerint az előző becsléshez képest 400-zal többen bújtak meg a városban.A számokat iraki tisztviselők is megerősítették.
2016. január 2-án az iraki kormány bejelentette, hogy Ramádi 80%-át visszafoglalta, és már csak al-Mallab körzetben, illetve a 20. Utca környékén vannak az ISIL-nek elszórtan állásai. 2016. január 4-én egy brit hivatalnok azt állította, akkorra már mintegy 400-ra csökkent a Ramádiban lévő ISIKL-katonák száma.
Január 5-én az iraki hadsereg elfoglalta Ramádi nyugati részén Bruwana körzetet, és minden ott megbújó ISIL-harcost megöltek. Aznap az iraki kormány arról is beszámolt, hogy a város nyugati felén zajlott légi bombázásban a terrorszervezet 250 tagja esett el, és eközben az ISIL 100 járművét is megsemmisítették. Később bejelentették, hogy meghalt itt Dohan al-Rawi, az ISIL háborúkért felelős minisztere, de ezután még 5 órán keresztül küzdöttek az állásáért. Január 6-án az ISIL arról számolt be, hogy a Ramádi Általános Kórház nagy részét felrobbantotta, a lakosokat pedig az iraki hadsereg megérkezése előtt más, szintén az ellenőrzésük alatt lévő területekre vezényelték át. Aznap később Steve Warren amerikai ezredes azt állította, hogy az elmúlt napokban Ramádiban további 60 ISIL-katonával végeztek, és már csak egy maroknyi, egy „rajra való” terrorista maradt a városban, egy csapatban pedig legfeljebb 12 ember lehetett. Az ekkor ott lévő ISIL-esek számát 300 körülire becsülték. Január 7-én az Iraki Hadsereg bejelentette a Ramádi Általános Kórház visszafoglalását és a Ramádi Nagymecset elérését. Eközben a kórházban 7 öngyilkos merénylőt hatástalanítottak. Olyan hírek is érkeztek, hogy az ISIL felrobbantotta a kórház földszinti részét.
Január 8-án az iraki hadsereg Ramádi délkeleti részén visszafoglalta al-Mallab körzetét, miközben 13 ISIL-milicistát megölt. Aznap jelentette be az OHCHR, hogy az iraki hadsereg 1000, Ramádiban rekedt ember életét mentette meg, kiket később Habbaniyahba egy menekülttáborba szállítottak. Másnap az Iraki Hadsereg visszafoglalta a város keleti részén Andalus körzetet, a Ramádi Nagymecsetet és a Maaref Egyetemet. Ugyanaznap a koalíció légi támadásában az ISIL 25 parancsnokát ölték meg Ramádi keleti részén. Január 10-én a hadsereg újabb 635 polgárt szabadított ki Ramádi keleti részén, akiket később Habbaniyahba küldtek. Ekkor a jelentések szerint már csak Ramádi keleti külső részén volt hét olyan körzet, mely még mindig az ISIL ellenőrzése alatt állt. A szervezet által hátrahagyott bombák azonban jelentősen lassították a hadsereg mentesítő munkálatait, így a polgárok még jelentős részekre nem térhettek vissza. Január 11-én az iraki kormány bejelentette, hogy visszafoglalta az Anbári Biztonsági Minisztériumot, s ezalatt az ISIL 35 katonájával végeztek. Miközben a milicisták megpróbáltak átkelni Ramádi keleti részén az Eufráteszen, a hadsereg itt is 40 katonát ölt meg. Január 12-én az irakiak újabb 250 embert evakuáltak Sajjariyah és al-Sofiyah körzetekből, Ramádi keleti feléből. Január 12-én arról is érkeztek hírek, hogy Moszul fpterén az ISIL több olyan embert is élve elégetett, akik megpróbáltak Ramádiból elszökni.
Január 13-án a hadsereg visszafoglalta Ramádi keleti külső területén al-Sofiyah és Albu Aitha körzeteket. Előzőleg a civilek 2 napot kaptak a terület elhagyására. Az összecsapásokban az SIIIL 90, az iraki seregek 10 tagja esett el. Ezután már csak Albu Sawdah, Albu Mahl, Albu Khalifa, Albu Ghanem, és Sajjariyah körzetek maradtak a terroristák kezein, és itt is csupán 200 harcos tartotta a frontot. A területen még mindig 700 családot tartott fogságban az ISIL. Aznap az iraki seregek további 60 családot evakuáltak a frissen visszaszerzett al-Sofiyah körzetből. Január 14-én az Iraki Hadsereg kezére jutott Sura területe és Albu Sawdah körzet is, mindkettő Ramádi keleti részén. Eközben az ISIL legalább 10 milicistáját megölték. Ramádi külső kerületeiből ismét kimenekítettek, ezúttal 800 civilt Január 15-én az iraki kormány arról számolt be, hogy a csata alatt emberei több int 300 személyt helyeztek biztonságba. Január 16-án az Iraki Hadsereg visszafoglalta Albu Khalifa és Albu Mahl kerületeket, melyek al-Sofiya mellett fekszenek. A csatában az ISIL 15 emberét ölték meg. Január 17-én Ramádi keleti részéj az összecsapásokban további legalább 117 ISIL-harcost öltek meg. Albu Ghanem körzetben 12 iraki katona mellett 13 olyan polgári személy is meghalt, akik el akartak menekülni az ISIL elől. Január 18-ig már 2800-ra nőtt a Ramádiból az iraki haderő által kimenekítetek száma. Január 20-án bejelentették, hogy 6 hónapnyi harcok után sikerült kiűzni Ramádi teljes területéről az ISIL-t.

## Az USA támogatása és további taktikák
Mivel a heves bombázások miatt Ramédi és környékének 80%-a romokban állt, az USA és szövetségesei 50 millió dollárt különítettek el a város újjáépítésére. Az offenzíva sikerén felbuzdulva a bekerítés és légi támadás kombinált taktikáját bevetik a 2014. január óta az ISIL kezén lévő Fallúdzsánál is.